# Norwegischer Fußballpokal der Männer 1990
Der norwegische Fußballpokal 1990 (kurz auch NM-Cup 1990 genannt) war die 85. Austragung des Fußballpokalwettbewerbs der Männer. Pokalsieger wurde Rosenborg Trondheim. Das Team setzte sich im Finale mit 5:1 gegen Fyllingen IL durch. Rosenborg sicherte sich zwei Wochen zuvor schon den Meistertitel und startete deshalb im Europapokal der Landesmeister. Der Startplatz für den Europapokal der Pokalsieger 1991/92 ging dadurch an den unterlegenen Pokalfinalisten.
In den ersten drei Runden wurde der Sieger bei einem Unentschieden nach Verlängerung im Elfmeterschießen ermittelt. Ab der vierten Runde kam es bei einem Remis zum Wiederholungsspiel.

## 1. Runde
| Datum      |                   | Ergebnis              |                       |
| ---------- | ----------------- | --------------------- | --------------------- |
| 21.05.1990 | Stokke IL         | 1:1 n. V. (3:1 i. E.) | Urædd FK              |
| 22.05.1990 | Ås IL             | 0:3                   | Moss FK               |
| 23.05.1990 | SK Skjold         | 0:3                   | SK Haugar             |
|            | FK Donn           | 5:1                   | FK Vigør              |
|            | Stranda IL        | 1:0                   | Stryn TIL             |
|            | Kopervik IL       | 1:0                   | SK Djerv 1919         |
|            | Sandnes Ulf       | 3:0                   | Bryne FK              |
|            | FK Ørn            | 2:1                   | SK Falk Horten        |
|            | Mjøndalen IF      | 1:0                   | IL Runar Sandefjord   |
|            | Elverum FK        | 0:3                   | Nybergsund IL         |
|            | Clausenengen FK   | 1:0                   | Surnadal IL           |
|            | Fjøra FK          | 1:4                   | Sogndal IL            |
|            | Nardo FK          | 0:1                   | Rosenborg Trondheim   |
|            | Nidelv IL         | 0:3 n. V.             | Steinkjer FK          |
|            | Strindheim IL     | 3:1 n. V.             | KIL/Hemne FG          |
| 24.05.1990 | Os TF             | 1:0                   | Lyngbø SK             |
|            | Figgjo IL         | 1:4 n. V.             | Viking Stavanger      |
|            | Egersunds IK      | 4:4 n. V. (3:1 i. E.) | Eiger IL              |
|            | IF Pors           | 1:2                   | FK Jerv               |
|            | Bjerkreim IL      | 1:6                   | Start Kristiansand    |
|            | IL Skade          | 1:4                   | Sandefjord BK         |
|            | Eid IL            | 1:3                   | Volda TI              |
|            | IL Hødd           | 4:0                   | Skarbøvik IF          |
|            | Brattvåg IL       | 1:2                   | Aalesunds FK          |
|            | Vadmyra IL        | 2:0                   | Åsane IL              |
|            | Fyllingen IL      | 2:1                   | Løv-Ham IL            |
|            | SK Vard Haugesund | 1:2                   | Stord IL              |
|            | Ålgård FK         | 1:0                   | Randaberg IL          |
|            | Arna TIL          | 0:3                   | Brann Bergen          |
|            | Klepp IL          | 1:0                   | FK Vidar              |
|            | SK Sprint-Jeløy   | 0:2                   | Selbak TIF            |
|            | Skeid Oslo        | 2:4                   | SFK Lyn Oslo          |
|            | Andenes IL        | 0:1                   | FK Narvik/Nor         |
|            | Grovfjord IL      | 0:6                   | FK Mjølner            |
|            | Brønnøysund IL    | 0:4                   | IL Stålkameratene     |
|            | FK Bodø/Glimt     | 2:1                   | Harstad IL            |
|            | Larvik Turn       | 3:5 n. V.             | Odds BK               |
|            | Gjerdrum IL       | 0:4                   | Lillestrøm SK         |
|            | IF Ready          | 5:0                   | Aurskog-Finstadbru SK |
|            | Nordkjosbotn IL   | 0:3                   | Tromsdalen UIL        |
|            | IF Skarp          | 3:2                   | Kautokeino IL         |
|            | IL Polarstjernen  | 0:3                   | Tromsø IL             |
|            | FK Fauske/Sprint  | 3:1                   | FK Gevir/Vinkelen     |
|            | Frigg Oslo FK     | 0:1                   | Bærum SK              |
|            | Råde IL           | 4:2                   | Tistedalen TIF        |
|            | SBK Drafn         | 1:5                   | Vålerenga Oslo        |
|            | Drøbak/Frogn IL   | 4:0                   | Lørenskog IF          |
|            | Mosjøen IL        | 2:2 n. V. (1:4 i. E.) | Namsos IL             |
|            | SK Nessegutten    | 2:0                   | IL Stjørdals-Blink    |
|            | Høland IL         | 0:3                   | Strømmen IF           |
|            | Sarpsborg FK      | 2:0                   | Fredrikstad FK        |
|            | Tynset IF         | 1:2 n. V.             | Melhus IL             |
|            | Faaberg IL        | 2:0                   | Løten FK              |
|            | Kjellmyra IL      | 0:3                   | Kongsvinger IL        |
|            | Bjørkelangen SF   | 2:1                   | Askim FK              |
|            | Molde FK          | 3:0                   | Sunndal IL            |
|            | Åndalsnes IF      | 2:0                   | Kristiansund FK       |
|            | Redalen IL        | 0:1                   | Raufoss IL            |
|            | Ullern IF         | 0:1                   | Strømsgodset IF       |
|            | Fram Larvik       | 5:1                   | Slemmestad IF         |
|            | Eik IF Tønsberg   | 2:1                   | Åssiden IF            |
|            | Vind IL           | 1:2                   | Ham-Kam               |
|            | Kjelsås IL        | 1:0                   | Asker SK              |
| 30.05.1990 | Sel IL            | 3:1                   | Alvdal IL             |

## 2. Runde
| Datum      |                   | Ergebnis                |                     |
| ---------- | ----------------- | ----------------------- | ------------------- |
| 30.05.1990 | Viking Stavanger  | 8:0                     | Egersunds IK        |
|            | FK Jerv           | 1:5                     | Start Kristiansand  |
|            | Vadmyra IL        | 2:4                     | Fyllingen IL        |
|            | Brann Bergen      | 4:0                     | Klepp IL            |
|            | Selbak TIF        | 0:2                     | SFK Lyn Oslo        |
|            | Lillestrøm SK     | 4:2                     | IF Ready            |
|            | Tromsø IL         | 6:0                     | FK Fauske/Sprint    |
|            | Steinkjer FK      | 1:7                     | Rosenborg Trondheim |
|            | Melhus IL         | 0:1                     | Strindheim IL       |
|            | Kongsvinger IL    | 6:0                     | Bjørkelangen SF     |
|            | Clausenengen FK   | 0:3                     | Molde FK            |
|            | Ham-Kam           | 5:0                     | Kjelsås IL          |
| 31.05.1990 | Vålerenga Oslo    | 2:1                     | Drøbak/Frogn IL     |
| 06.06.1990 | SK Haugar         | 2:0                     | Os TF               |
|            | Sandefjord BK     | 3:2                     | FK Donn             |
|            | Volda TI          | 2:4 n. V.               | IL Hødd             |
|            | Aalesunds FK      | 5:3 n. V.               | Stranda IL          |
|            | Stord IL          | 2:0                     | Kopervik IL         |
|            | Ålgård FK         | 3:3 n. V. (10:11 i. E.) | Sandnes Ulf         |
|            | Moss FK           | 1:1 n. V. (4:3 i. E.)   | FK Ørn              |
|            | FK Narvik/Nor     | 0:2                     | FK Mjølner          |
|            | IL Stålkameratene | 1:2                     | FK Bodø/Glimt       |
|            | Odds BK           | 3:2 n. V.               | Mjøndalen IF        |
|            | Tromsdalen UIL    | 0:0 n. V. (2:3 i. E.)   | IF Skarp            |
|            | Bærum SK          | 1:2                     | Råde IL             |
|            | Namsos IL         | 1:0                     | SK Nessegutten      |
|            | Strømmen IF       | 3:0                     | Sarpsborg FK        |
|            | Nybergsund IL     | 1:2 n. V.               | Faaberg IL          |
|            | Åndalsnes IF      | 0:0 n. V. (3:1 i. E.)   | Sel IL              |
|            | Raufoss IL        | 0:4                     | Sogndal IL          |
|            | Strømsgodset IF   | 4:1                     | Stokke IL           |
|            | Fram Larvik       | 1:4                     | Eik IF Tønsberg     |

## 3. Runde
| Datum      |                     | Ergebnis  |                  |
| ---------- | ------------------- | --------- | ---------------- |
| 01.07.1990 | SK Haugar           | 0:2       | Viking Stavanger |
|            | Start Kristiansand  | 4:0       | Sandefjord BK    |
|            | IL Hødd             | 1:3       | Aalesunds FK     |
|            | Fyllingen IL        | 2:0       | Stord IL         |
|            | Sandnes Ulf         | 0:1 n. V. | Brann Bergen     |
|            | SFK Lyn Oslo        | 2:1       | Moss FK          |
|            | FK Mjølner          | 3:1       | FK Bodø/Glimt    |
|            | Odds BK             | 0:6       | Lillestrøm SK    |
|            | IF Skarp            | 0:2       | Tromsø IL        |
|            | Råde IL             | 4:1       | Vålerenga Oslo   |
|            | Rosenborg Trondheim | 4:1       | Namsos IL        |
|            | Strømmen IF         | 6:0       | Strindheim IL    |
|            | Faaberg IL          | 0:1 n. V. | Kongsvinger IL   |
|            | Molde FK            | 6:2       | Åndalsnes IF     |
|            | Sogndal IL          | 4:1 n. V. | Strømsgodset IF  |
|            | Eik IF Tønsberg     | 2:1 n. V. | Ham-Kam          |

## 4. Runde
| Datum      |                     | Ergebnis  |                    |
| ---------- | ------------------- | --------- | ------------------ |
| 25.07.1990 | Viking Stavanger    | 0:1       | Start Kristiansand |
|            | Aalesunds FK        | 0:1       | Fyllingen IL       |
|            | Brann Bergen        | 3:2       | SFK Lyn Oslo       |
|            | Lillestrøm SK       | 1:1 n. V. | FK Mjølner         |
|            | Tromsø IL           | 5:0       | Råde IL            |
|            | Rosenborg Trondheim | 3:2 n. V. | Strømmen IF        |
|            | Kongsvinger IL      | 1:0       | Molde FK           |
|            | Sogndal IL          | 2:1 n. V. | Eik IF Tønsberg    |

### Wiederholungsspiel
| Datum      |            | Ergebnis |               |
| ---------- | ---------- | -------- | ------------- |
| 08.08.1990 | FK Mjølner | 0:4      | Lillestrøm SK |

## Viertelfinale
| Datum      |                    | Ergebnis  |                     |
| ---------- | ------------------ | --------- | ------------------- |
| 15.08.1990 | Start Kristiansand | 0:1       | Fyllingen IL        |
|            | Brann Bergen       | 4:2       | Lillestrøm SK       |
|            | Tromsø IL          | 0:1       | Rosenborg Trondheim |
|            | Kongsvinger IL     | 3:2 n. V. | Sogndal IL          |

## Halbfinale
| Datum      |                     | Ergebnis |                |
| ---------- | ------------------- | -------- | -------------- |
| 15.09.1990 | Fyllingen IL        | 2:0      | Brann Bergen   |
| 16.09.1990 | Rosenborg Trondheim | 1:0      | Kongsvinger IL |

## Finale
| Fyllingen IL                                | Fyllingen IL | Rosenborg Trondheim | Rosenborg Trondheim |
| ------------------------------------------- | --- | --- | ------------------- |
| Fyllingen IL                                | \| Finale \| \| 21. Oktober 1990 in Oslo (Ullevaal-Stadion) \| \| Ergebnis: 1:5 (0:3) \| \| Zuschauer: 28.000 \| \| Schiedsrichter: Arild Haugstad \| \| Spielbericht \|                                                                            | \| Finale \| \| 21. Oktober 1990 in Oslo (Ullevaal-Stadion) \| \| Ergebnis: 1:5 (0:3) \| \| Zuschauer: 28.000 \| \| Schiedsrichter: Arild Haugstad \| \| Spielbericht \|                                                                            | Rosenborg Trondheim |
| Fyllingen IL                                | Vidar Bahus – Tom Leiknes, Inge Ludvigsen, Per-Ove Ludvigsen (67. Paul Tengs), Gunnar Ingebrigtsen (50. Kjell Rune Pedersen) – Hans Brandtun, Dag Bergset, Håkon Knutsen, Asbjørn Helgeland – Ola Lyngvær, Tor Vikenes Cheftrainer: Kjell Tennfjord | Ola By Rise – Øivind Husby, Trond Sollied, Knut Torbjørn Eggen, Trond Henriksen – Ørjan Berg (80. Runar Berg), Sverre Brandhaug, Kåre Ingebrigtsen – Karl-Petter Løken (75. Roar Strand), Gøran Sørloth, Mini Jakobsen Cheftrainer: Nils Arne Eggen | Rosenborg Trondheim |
| Fyllingen IL                                | 1:5 Paul Tengs (89.) | 0:1 Karl-Petter Løken (13.) 0:2 Gøran Sørloth (20.) 0:3 Mini Jakobsen (28.) 0:4 Karl-Petter Løken (59.) 0:5 Kåre Ingebrigtsen (67.) | Rosenborg Trondheim |
| Fyllingen IL                                | Håkon Knutsen | | Rosenborg Trondheim |
| Finale                                      | | |                     |
| 21. Oktober 1990 in Oslo (Ullevaal-Stadion) | | |                     |
| Ergebnis: 1:5 (0:3)                         | | |                     |
| Zuschauer: 28.000                           | | |                     |
| Schiedsrichter: Arild Haugstad              | | |                     |
| Spielbericht                                | | |                     |